# جو دیکسون (بازیکن فوتبال، زاده ۱۹۱۶)
جو دیکسون (انگلیسی: Joe Dixon; ۲۴ سپتامبر ۱۹۱۶ – ۲۰۰۱ (۸۴−۸۵ سال)) بازیکن فوتبال اهل بریتانیا بود.
از باشگاه‌هایی که در آن بازی کرده‌است می‌توان به باشگاه فوتبال ویتون آلبیون، باشگاه فوتبال نورث‌همپتون تاون، و باشگاه فوتبال پورت ویل اشاره کرد.